# Przemyśl ostromai

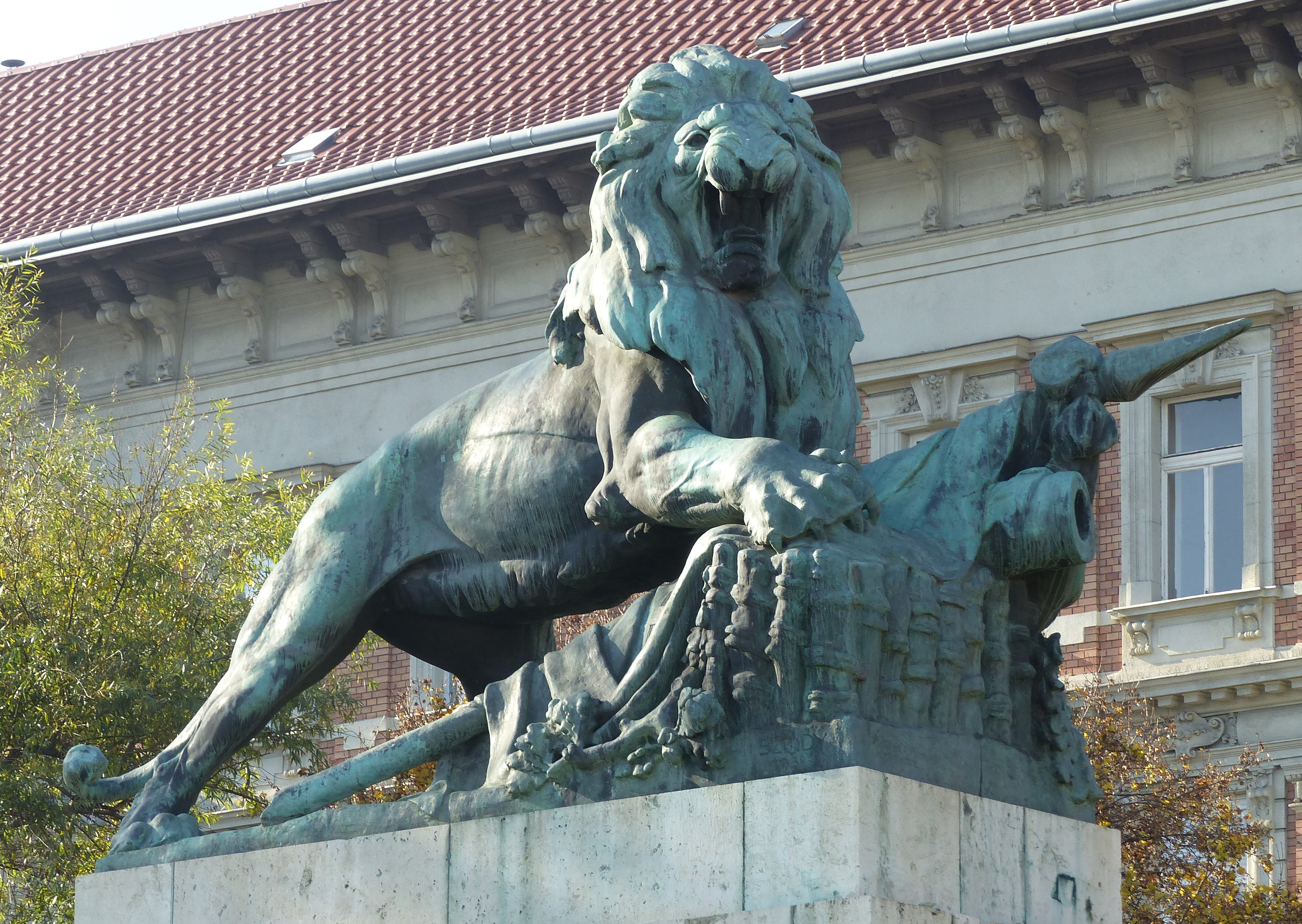
Przemyśl védőinek hősi emlékműve Budapesten

Przemyśl közelében a Przemyśl erőd a Monarchia legfontosabb erődítménye volt az első világháborúban. Az ostrom előtt az erőd Európa egyik legjobban felszerelt és legkorszerűbb erődítménye volt; kedvező fekvése miatt birtokosa igen biztos pontot tudhatott magáénak Galíciában. A háborúban Lemberg elvesztése után az osztrák–magyar csapatok a Wisłoka folyó mögé szorultak vissza, így az oroszok megtámadhatták ezt a kulcsfontosságú erődrendszert, amelyet a háborúban összesen háromszor ostromoltak meg:
- Przemyśl első ostroma 1914. szeptember 17-én kezdődött, és orosz vereséggel végződött.
- Przemyśl második ostroma 1914. november 2-án kezdődött, és orosz győzelemmel végződött.
- Przemyśl harmadik ostroma 1915. május 31-étől osztrák–magyar és német csapatok támadták az erődöt, amelyet június 3-án foglaltak vissza az oroszoktól.